# Lina (歌手)
Lina（リナ、1977年2月26日 - ）は、日本の歌手。MAXのメンバー。本名、松田 律子（まつだ りつこ）。沖縄県那覇市出身。

## 来歴
- 那覇市立古蔵小学校[1]、那覇市立古蔵中学校[2]卒業。
- 1994年10月、宮内玲奈（後のReina）と共にSUPER MONKEY'Sに加入する。その後日本テレビ系『夜もヒッパレ一生けんめい』に準レギュラーとして出演する。
- 1995年4月から日本テレビ系『THE夜もヒッパレ』にレギュラー出演。同時に安室を除く4人がMAXとして活動を開始する。但し、MAXのCDデビューや安室のavex移籍後も、安室のシングル「Body Feels EXIT」、「Chase the Chance」ではバックダンサーとして4人が参加しているほか、ライブもグループ名義で行われており、5人での活動は継続された。
- 1995年12月、初の沖縄凱旋ライブを沖縄コンベンションセンターで行い、4000人を動員。念願の地元での初公演だったこともあり、アンコールの際のMCでは全員が感極まり涙を見せた。
- 1996年3月～5月、日本武道館・大阪城ホール公演を含む初の全国ツアー「mistio presents AMURO NAMIE with SUPER MONKEY'S TOUR '96」を開催（ホール21公演）。この時期になると、安室の一大ブームやMAXのブレイクなどから別々での活動が目立つようになり、テレビで5人が揃うことが減少していく。同年8月～9月にかけ、野外ライブ「SUMMER PRESENTS '96 AMURO NAMIE with SUPER MONKEY'S」を開催。最終日である9月1日の千葉マリンスタジアム公演を最後にグループとしての活動を休止（実質上、解散）し、以後それぞれの活動に専念する。
- MinaがMAXに復帰する直前（2007年頃）は、テレビ番組やイベントで一時的にメインボーカルを担当していた。
- 2019年、元DA PUMPのYUKINARIからの誘いがきっかけでライザップのボディメイクに約2ヶ月間挑戦。体重6.5キロ減、体脂肪率マイナス5.9％、ウエスト・マイナス9.0センチを達成、CMで約13年ぶりの水着姿を披露した[3]。

## 人物
- 身長159cm。血液型はO型。MAXの中で唯一の独身。
- デビューしてしばらく英語表記は「Rina」だったが、1997年頃から「Lina」に改められた。
- 単独での活動のほとんどは、雑誌モデルの仕事を行っている。私服を自身のブログで公開することも多い。
- 努力家であり、英会話を独学で学んでいる。料理教室にも通っているが、行くのは月に1回程度らしい。また編み物が得意で、毎年冬になると家族や友人に手編みのセーターなどをプレゼントしている。
- マイケル・J・フォックスが好みのタイプである。憧れの男性はB'zの稲葉浩志である[4]。一度、稲葉が一人でエレベーターに乗っているときに、「二人っきりになれるチャンスだよ!」とメンバーから背中を押され、エレベーターの中で稲葉と二人っきりになれたが、緊張のため体が熱くなってしまい、鼻水を垂らしてしまった。この時の気持ちを「ラーメン食べた時みたい」と表現していた。なおLinaはこのことを「人生で最も衝撃的な出来事だった」と、NHK大阪制作のバラエティ番組『大阪発疾走ステージ WEST WIND』の中で語っている。
- 『北斗の拳』の大ファンであり、家には北斗の拳のスロット台がある。

### エピソード
- 「幼少の頃に空を飛んだことがある。」とテレビ番組などで語っている。ちなみに、TBS系バラエティ番組『リズムBaby』の企画でスカイダイビングを経験している。また、『恋するヴェルファーレダンス 〜Saturday Night〜』の歌詞の中に、「小さい頃は空を飛んだのに」と歌っている部分がある。
- 愛称は「チャチャイ」（タイの元プロボクサー）で、1997年4月にTBS系の音楽番組『うたばん』にゲストとして出演した際に当番組MCの石橋貴明（とんねるず）から付けられた。またフジテレビ系音楽番組『HEY!HEY!HEY! MUSIC CHAMP』に出演した際は、MAX4人の名前がなかなか覚えられない松本人志から「俺に名前決めさせて。」と言われ、Linaだけ「青菜（アオナ）」と命名されてしまった。
- また、『うたばん』では天然キャラとして、中居・石橋からよくイジられていた。さらに番組内でドラム演奏を披露したことがあるが、あまりにグダグダだったため、石橋を絶句させた。
- 最終的にMAXの一人一人が独立し、自立できる時代が来ることを目標にしている。それゆえに、Akiが脱退した後のMAXへのMina復帰には最後まで反対する姿勢も見せていた。
- 出身中学校の近くに漫湖があり、校歌にも漫湖の歌詞がある。フジテレビ系音楽バラエティ番組『LOVE LOVEあいしてる』（1997年5月31日放送分）では漫湖の歌詞の部分を披露した。
- コンサートではMCを担当することは少ないが、その一方で曲の間奏などで客席を煽ることは多い。ただし、上述のように英会話が得意なため、ニューヨークでライブを行ったときはMCは全てLinaが担当した。

## 出演

### テレビドラマ
- 湘南リバプール学院（1995年、フジテレビ） - 中村朝美 役
- スウィートデビル（1998年、テレビ朝日） - 香沢凪 役
- ちゅらさん4（2007年、NHK総合） - 「ゆがふ」の客 役
- 最高のオバハン 中島ハルコ 第2シリーズ 第1話（2022年10月8日、東海テレビ・フジテレビ） -  由莉耶 役

### 映画
- 麗霆゛子 レディース!!MAX（1996年、パル企画） - 夏木由香里 役
- Give me a Shake レディースMAX（1997年、パル企画） - リナ 役

### 舞台
- ドラマティックレビュー 『TARKIE THE STORY』（2022年2月10日 - 16日、品川ステラボール） - 宝塚少女歌劇団員 役[5]

### イベント
- RED CARPET（2022年10月19日、東京キネマ倶楽部） - スペシャルゲストとして出演し、ポールダンスを披露した。

## 書籍

### 写真集
- Lina Rhythm（2002年5月、竹書房、撮影：TOMOYO）ISBN 978-4-8124-0901-5
- 月刊 LINA （2006年12月11日、新潮社）ISBN 978-4-10-790168-2
- LINA SINGS（2007年12月22日、ワニブックス、撮影：玉川竜）ISBN 978-4-8470-4061-0

### デジタル写真集
- Hair Dance（2022年1月11日、aliEnte、撮影：アリゾナ五郎）
- ケイトダンス（2023年1月15日、aliEnte、撮影：アリゾナ五郎）